# Unwürde
Unwürde (obersorbisch Wujer) ist ein Ort in der südlichen Oberlausitz in Sachsen. Die 1938 nach Kittlitz eingemeindete Gutssiedlung bildet seit 2003 zusammen mit Kittlitz einen Ortsteil der Großen Kreisstadt Löbau.

## Geographie
Unwürde liegt nördlich des Löbauer Stadtkerns an der Staatsstraße 112 in Richtung Weißenberg am Fuße des Lauchaer Schafberges. Westlich von Unwürde liegt Laucha und nordwestlich Carlsbrunn. Im Norden geht Unwürde nahtlos in Kittlitz über, im Nordosten und Osten liegen Oppeln, Bellwitz und Georgewitz.

## Geschichte

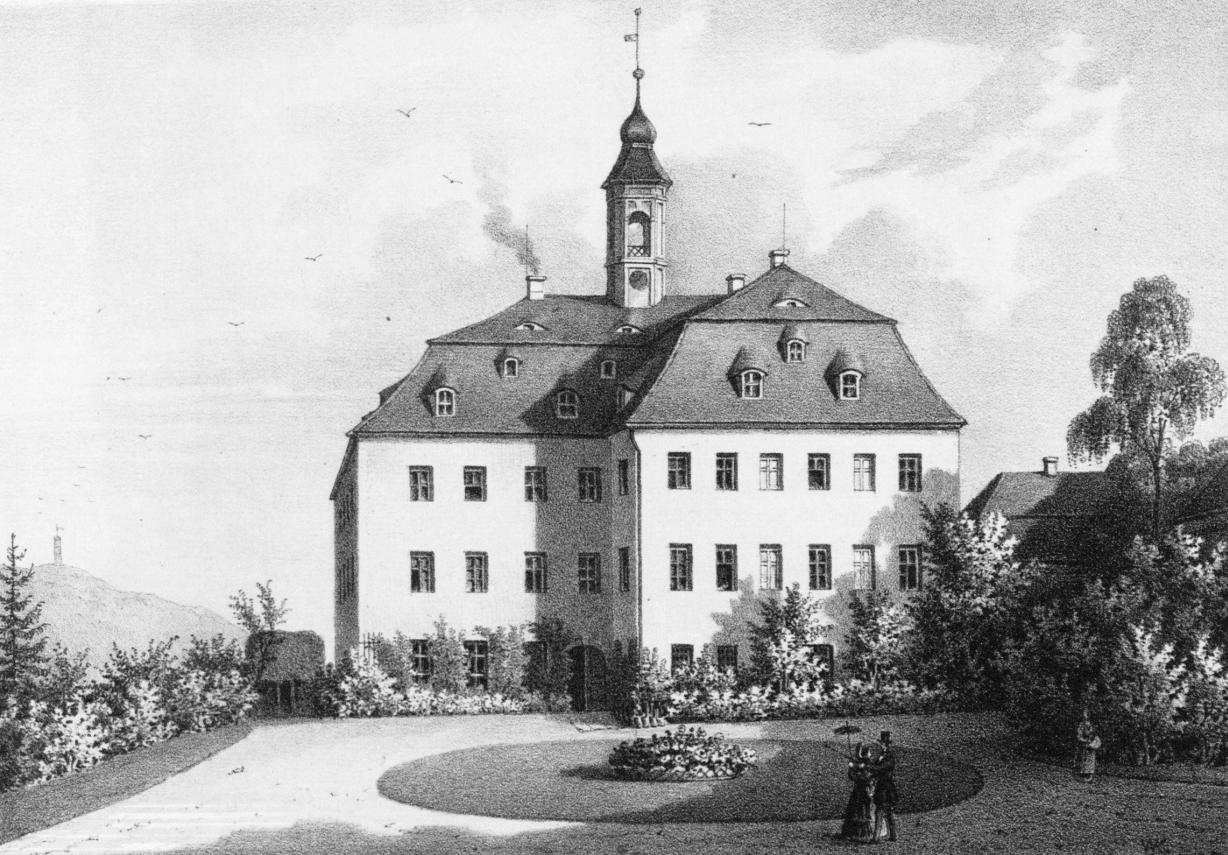
Schloss Unwürde im 19. Jahrhundert

Erstmalige Erwähnung fand Unwürde als Uwer in einer Urkunde, die am Sonntag vor dem St. Niklastag 1306 von den brandenburgischen Markgrafen Otto und Woldemar ausgestellt wurde. Darin untergaben sie Unwürde den Obergerichten der Stadt Löbau. Die ursprünglich sorbische Siedlung wurde der Stammsitz der Linie Unwürde der Herren von Nostitz, die 1348 mit dem Weichbildältesten Heinrich von Nostitz auf Unwürde erstmals belegt sind.
Das Gut ging 1603 in den Besitz derer von Hund und Altengrotkau über. Gotthelf Freiherr von Hund und Altengrotkau gründete 1751 in Unwürde die Freimaurerloge „Zu den drei Säulen“.
Das Schloss Unwürde, 1727–1730 erneuert, brannte in der Nacht vom 26. auf den 27. Januar 1930 und wurde später abgetragen. Der Schlosspark im englischen Stil blieb erhalten.
Zum 1. April 1938 wurden die benachbarten Gemeinden Unwürde und Laucha nach Kittlitz eingemeindet. Die Gutsbesitzer wurden nach Ende des Zweiten Weltkriegs enteignet und ihre Ländereien im Rahmen der Bodenreform landarmen Bauern und Neubauern übertragen, hauptsächlich Vertriebene und Flüchtlinge aus den ehemaligen deutschen Ostgebieten.

### Sprache
Bis ins frühe 20. Jahrhundert wurde in Unwürde auch Sorbisch gesprochen. Arnošt Muka ermittelte 1884/85 eine Einwohnerzahl von 237, darunter waren neben 166 Deutschen auch 71 Sorben (30 %). Diese sprachen den mittlerweile ausgestorbenen Löbauer Dialekt. Im westlichen Nachbardorf Laucha gab es sogar eine sorbische Bevölkerungsmehrheit. Mittlerweile ist das Sorbische aus dem Ortsalltag verschwunden.

### Ortsname
Rund ein Jahrhundert nach der urkundlichen Ersterwähnung ist 1405 mit Albrecht von der Unwirde bereits eine Form des Ortsnamens belegt, die der heutigen recht nahekommt. Weitere Variationen waren Vnwürde (1527), Vnwyrde (1543) und Vnwirda (1566).